# Cyclogastrella simplex
Cyclogastrella simplex är en stekelart som först beskrevs av Walker 1834.  Cyclogastrella simplex ingår i släktet Cyclogastrella och familjen puppglanssteklar. Arten är reproducerande i Sverige. Inga underarter finns listade i Catalogue of Life.